# Scoliacma orthotoma
Scoliacma orthotoma är en fjärilsart som beskrevs av Edward Meyrick 1886. Scoliacma orthotoma ingår i släktet Scoliacma och familjen björnspinnare. Inga underarter finns listade.